# 2014년 세계 아이스하키 선수권 대회

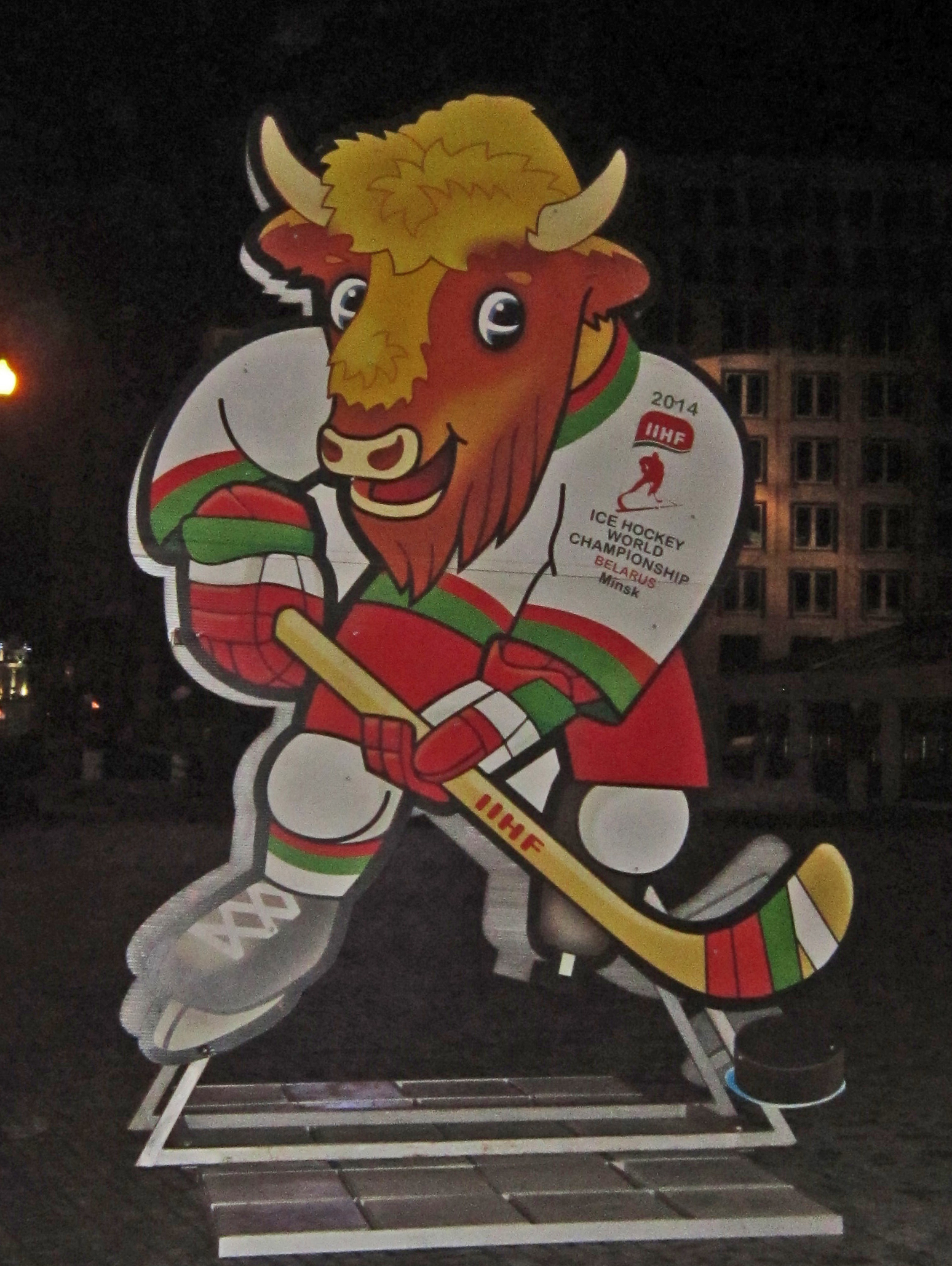

2014년 세계 아이스하키 선수권 대회는 국제 아이스하키 연맹(IIHF)에서 주관하는 제78회 세계 선수권 대회이다. 46개국의 남자 아이스하키 대표팀이 참가하여 각 등급에 따라 경기를 치렀다.

## 챔피언십
16개국 최상위권 국가들의 챔피언십 대회는 5월 9일 ~ 5월 25일 벨라루스 민스크에서 열렸다.
- 1위  러시아
- 2위  핀란드
- 3위  스웨덴
- 4위  체코
- 5위  캐나다
- 6위  미국
- 7위  벨라루스
- 8위  프랑스
- 9위  슬로바키아
- 10위  스위스
- 11위  라트비아
- 12위  노르웨이
- 13위  덴마크
- 14위  독일
- 15위  이탈리아 - 2015년 디비전 1로 강등
- 16위  카자흐스탄 - 2015년 디비전 1로 강등

## 디비전 1
디비전 1에 속하는 12개 국가들은 2개 그룹으로 나누어 별도로 경기를 치렀다. 상위권의 A그룹 국가들은 대한민국 고양에서, 하위권의 B그룹 국가들은 리투아니아 빌뉴스에서 4월 20일 ~ 4월 26일에 경기를 치렀다.
| A그룹 - 1위 슬로베니아 - 2015년 챔피언십으로 승격 - 2위 오스트리아 - 2015년 챔피언십으로 승격 - 3위 일본 - 4위 우크라이나 - 5위 헝가리 - 6위 대한민국 - 2015년 디비전 1 B그룹으로 강등 | B그룹 - 1위 폴란드 - 2015년 디비전 1 A그룹으로 승격 - 2위 크로아티아 - 3위 리투아니아 - 4위 영국 - 5위 네덜란드 - 6위 루마니아 - 2015년 디비전 2 A그룹으로 강등 틀:Col-enc |

## 디비전 2
디비전 2에 속한 12개 국가들은 2개 그룹으로 나누어 별도로 경기를 치렀다. 상위권의 A그룹 국가들은 세르비아 베오그라드에서 4월 9일 ~ 4월 15일, 하위권의 B그룹 국가들은 스페인 하카에서 4월 5일 ~ 4월 11일 경기를 치렀다.
| A그룹 - 1위 에스토니아 - 2015년 디비전 1 B그룹으로 승격 - 2위 아이슬란드 - 3위 세르비아 - 4위 오스트레일리아 - 5위 벨기에 - 6위 이스라엘 - 2015년 디비전 2 B그룹으로 강등 | B그룹 - 1위 스페인 - 2015년 디비전 2 A그룹으로 승격 - 2위 멕시코 - 3위 뉴질랜드 - 4위 중화인민공화국 - 5위 남아프리카 공화국 - 6위 튀르키예 - 2015년 디비전 3로 강등 |

## 디비전 3
디비전 3에 속한 6개 국가들은 룩셈부르크 룩셈부르크에서 4월 6일 ~ 4월 12일 경기를 치렀다.
- 1위  불가리아 - 2015년 디비전 2 B그룹으로 승격
- 2위  조선민주주의인민공화국
- 3위 틀:남자아이스하카나라
- 4위  홍콩
- 5위  아랍에미리트
- 6위  조지아